# 1092 Lilium
Lilium (asteróide 1092) é um asteróide da cintura principal com um diâmetro de 46,17 quilómetros, a 2,6743766 UA. Possui uma excentricidade de 0,0787144 e um período orbital de 1 806,5 dias (4,95 anos).
Lilium tem uma velocidade orbital média de 17,4814967 km/s e uma inclinação de 5,38919º.
Esse asteróide foi descoberto em 12 de Janeiro de 1924 por Karl Reinmuth.